# William Stafford (scrittore 1914)
William Edgar Stafford (Hutchinson, 17 gennaio 1914 – Lake Oswego, 28 agosto 1993) è stato un saggista, poeta e pacifista statunitense padre del poeta e saggista Kim Stafford.
Ricoprì il ruolo di ventesimo Consulente di poesia alla Biblioteca del Congresso.
Nel 1963 vinse, con la raccolta Traveling Through the Dark, il National Book Award per la poesia.